# 0174
0174 è il prefisso telefonico del distretto di Mondovì, appartenente al compartimento di Torino.
Il distretto comprende la parte sud-orientale della provincia di Cuneo. Confina con la Francia a sud-ovest e con i distretti di Cuneo (0171) a ovest, di Savigliano (0172) e di Alba (0173) a nord, di Savona (019) a est, di Albenga (0182) a sud-est, di Imperia (0183) e di Sanremo (0184) a sud.

## Aree locali e comuni
Il distretto di Mondovì comprende 54 comuni compresi nelle 2 aree locali di Ceva (ex settori di Ceva, Garessio, Monesiglio e Ormea) e Mondovì. I comuni compresi nel distretto sono: Alto, Bagnasco, Bastia Mondovì, Battifollo, Briaglia, Briga Alta, Camerana, Caprauna, Castellino Tanaro, Castelnuovo di Ceva, Ceva, Cigliè, Frabosa Soprana, Frabosa Sottana, Garessio, Gottasecca, Igliano, Lesegno, Lisio, Magliano Alpi, Marsaglia, Mombarcaro, Mombasiglio, Monastero di Vasco, Monasterolo Casotto, Mondovì, Monesiglio, Montaldo di Mondovì, Montezemolo, Niella Tanaro, Nucetto, Ormea, Pamparato, Paroldo, Perlo, Pianfei, Priero, Priola, Prunetto, Roascio, Roburent, Rocca Cigliè, Rocca de' Baldi, Roccaforte Mondovì, Sale delle Langhe, Sale San Giovanni, Saliceto, San Michele Mondovì, Scagnello, Torre Mondovì, Torresina, Vicoforte, Villanova Mondovì e Viola .